# Photinus immaculatus
Photinus immaculatus är en skalbaggsart som beskrevs av Green 1956. Photinus immaculatus ingår i släktet Photinus och familjen lysmaskar. Inga underarter finns listade i Catalogue of Life.